# Hrabstwo Benton (Oregon)
Hrabstwo Benton (ang. Benton County) – hrabstwo w stanie Oregon w Stanach Zjednoczonych. Obszar całkowity hrabstwa obejmuje powierzchnię 678,97 mil² (1758,52 km²). Według szacunków United States Census Bureau w roku 2009 miało 82 605 mieszkańców.
Hrabstwo powstało w 1847 roku. 

## Miasta[4]
- Adair Village
- Corvallis
- Monroe
- Philomath

## CDP
- Alpine
- Alsea
- Bellfountain
- Blodgett
- Kings Valley
- Summit